# Shawn Crawford
Shawn Crawford, född den 14 januari 1978 i South Carolina, är en amerikansk friidrottare som tävlar i kortdistanslöpning.
Crawfords genombrott kom när han blev världsmästare på 200 meter vid VM-inomhus 2001. Utomhus samma år blev han bronsmedaljör vid VM i Edmonton på 200 meter. Vid inomhus-VM 2004 blev han silvermedaljör på 60 meter på tiden 6,52.
Han deltog vid Olympiska sommarspelen 2004 i Aten där han blev mästare på 200 meter på tiden 19,79. Han slutade även fyra på 100 meter, på tiden 9,89. Dessutom blev han silvermedaljör i stafetten på 4 x 100 meter. 
Vid VM 2005 i Helsingfors blev han utslagen redan i semifinalen på 100 meter då han slutade sist i sin semifinal. Crawford deltog även vid Olympiska sommarspelen 2008 i Peking där han blev silvermedaljör på 200 meter. Han var bara fyra i mål, men fick silvermedaljen efter att både tvåan Churandy Martina, Nederländska Antillerna, och trean Wallace Spearmon, USA, diskvalificerats för linjetramp.

## Personliga rekord
- 100 meter - 9,88 från 2004
- 200 meter - 19,79 från OS i Aten 2004